# Sphenomorphus microtympanum
Sphenomorphus microtympanum — вид сцинкоподібних ящірок родини сцинкових (Scincidae). Ендемік Папуа Нової Гвінеї.

## Поширення і екологія
Sphenomorphus microtympanum мешкають в провінції Моробе на сході Новій Гвінеї. Вони живуть у вологих тропічних лісах на річкових терасах і в передгір'ях, на висоті від 500 до 750 м над рівнем моря.